# St. Philippus (Kleinwerther)

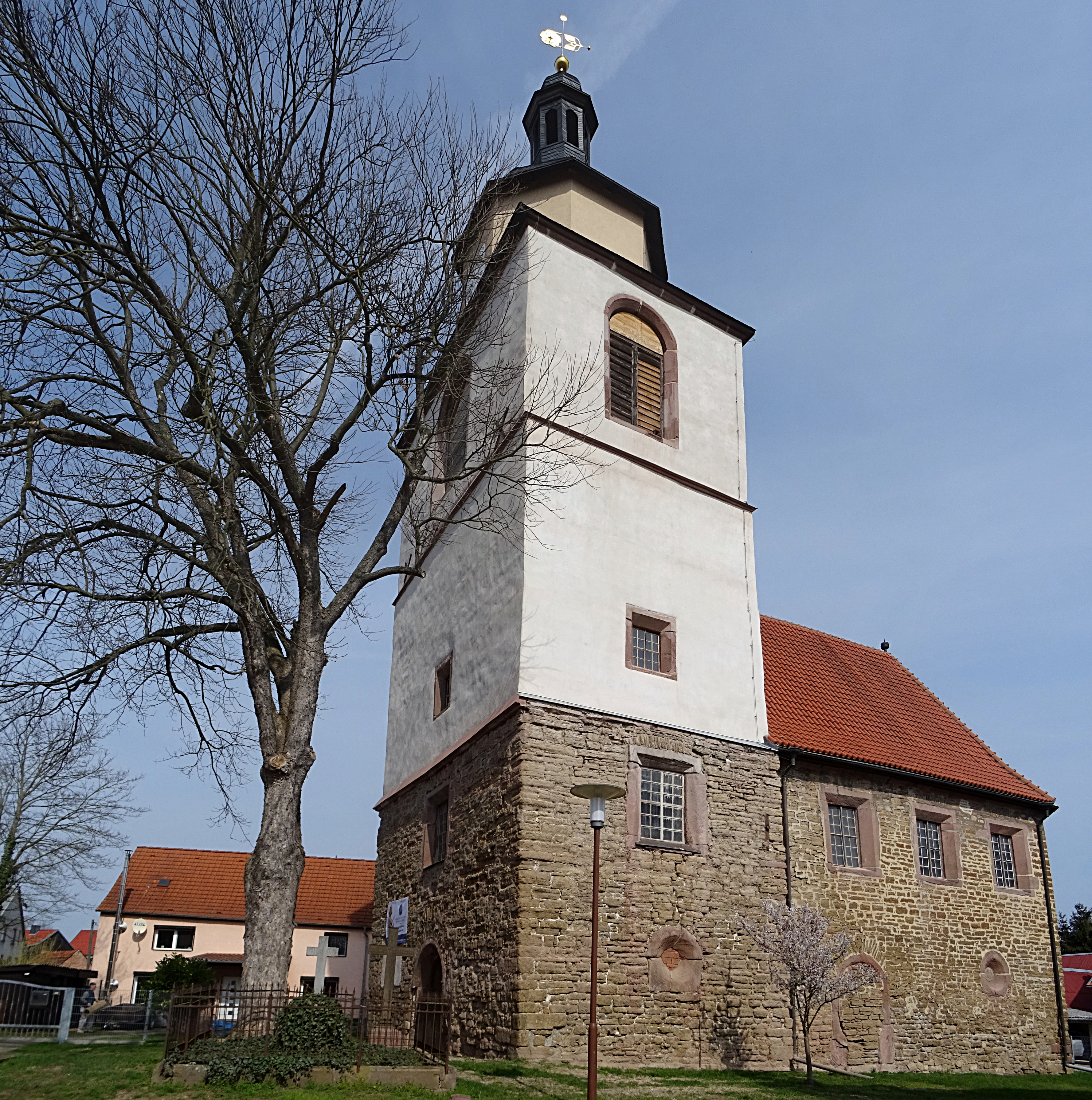
St. Philippus

Die evangelisch-lutherische, denkmalgeschützte Kirche St. Philippus steht in Kleinwerther, einem Ortsteil der Gemeinde Werther im Landkreis Nordhausen in Thüringen. Sie ist nach dem Apostel Philippus benannt. Die Kirchengemeinde Kleinwerther gehört zum Pfarrbereich Großwechsungen im Kirchenkreis Südharz der Evangelischen Kirche in Mitteldeutschland.

## Beschreibung

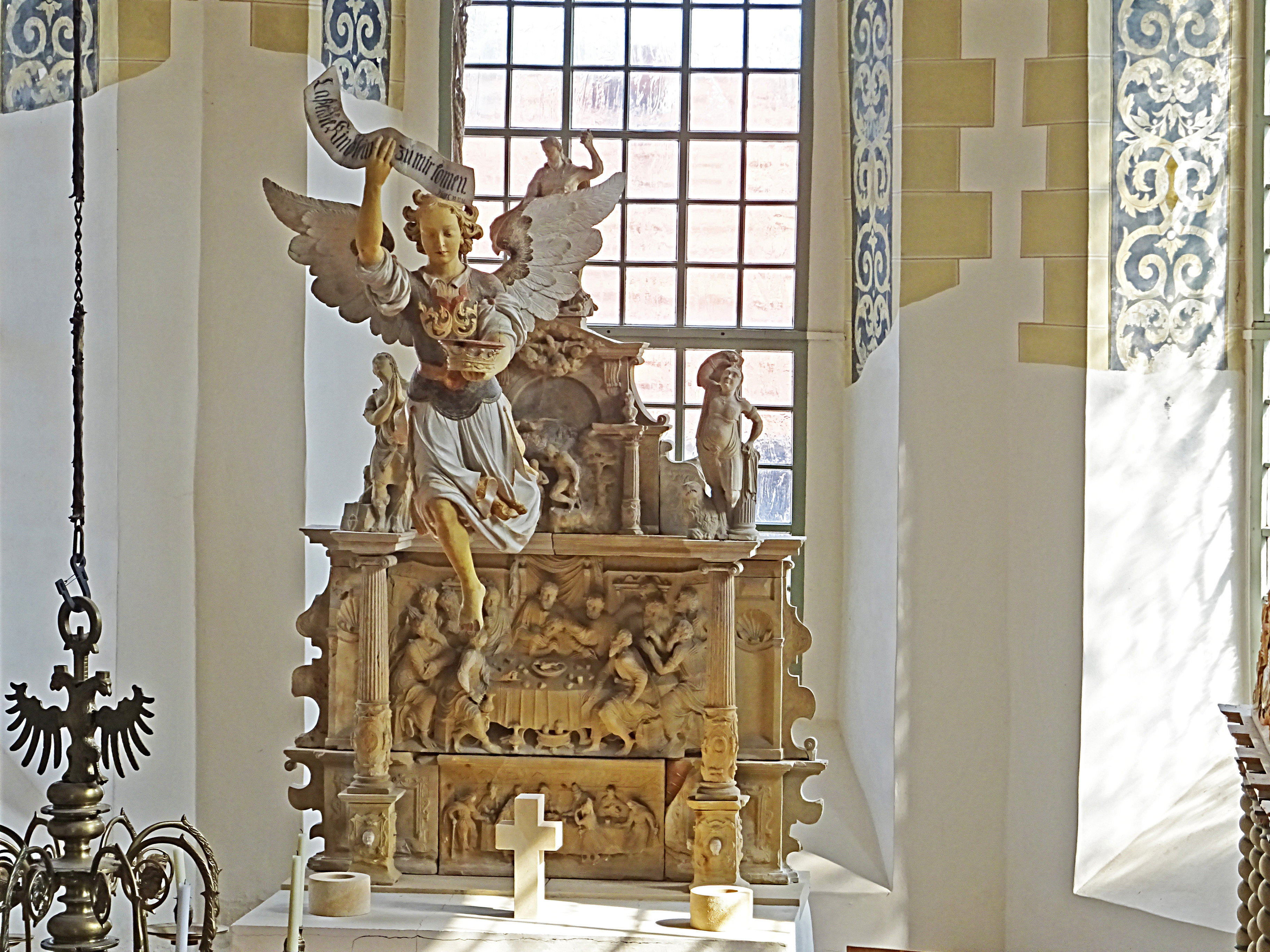
Sandsteinaltar und Taufengel

Die barocke Saalkirche wurde 1572 aus unverputzten Bruchsteinen errichtet. Sie hat einen polygonalen Chor und einen längsrechteckigen, hohen Kirchturm im Westen, der mit seinen 35 Metern Höhe bei weitem alle anderen Gebäude von Kleinwerther überragt. Dem Turm wurde im 18. Jahrhundert ein oktogonales Obergeschoss aus Mauerziegeln und welscher Haube aufgesetzt. Hinter seinen Klangarkaden befindet sich der Glockenstuhl, in dem eine Glocke von 1587 hängt. Im Norden wurde eine Gruft für die Familie von Werthern gebaut.

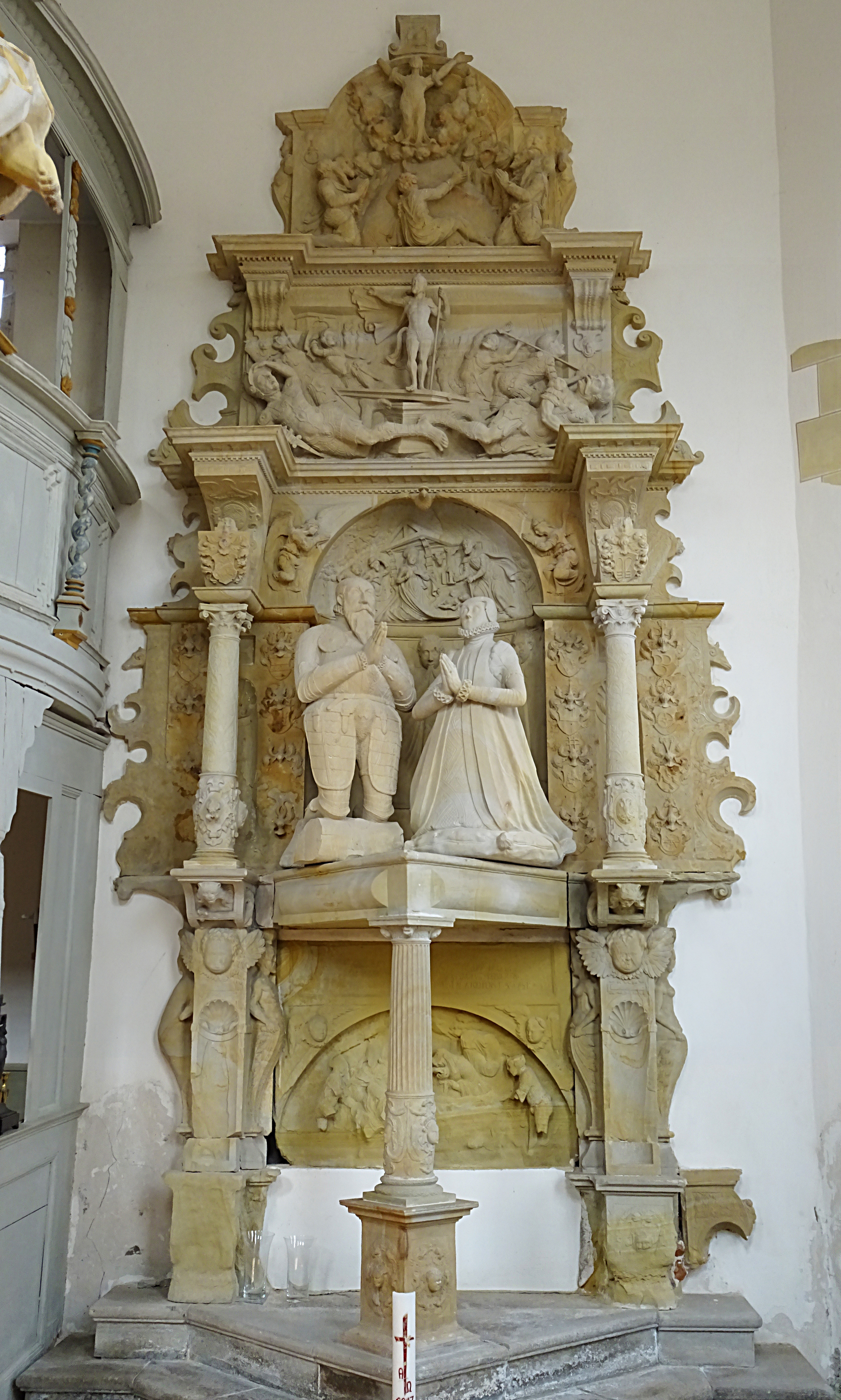
Epitaph der Stifter

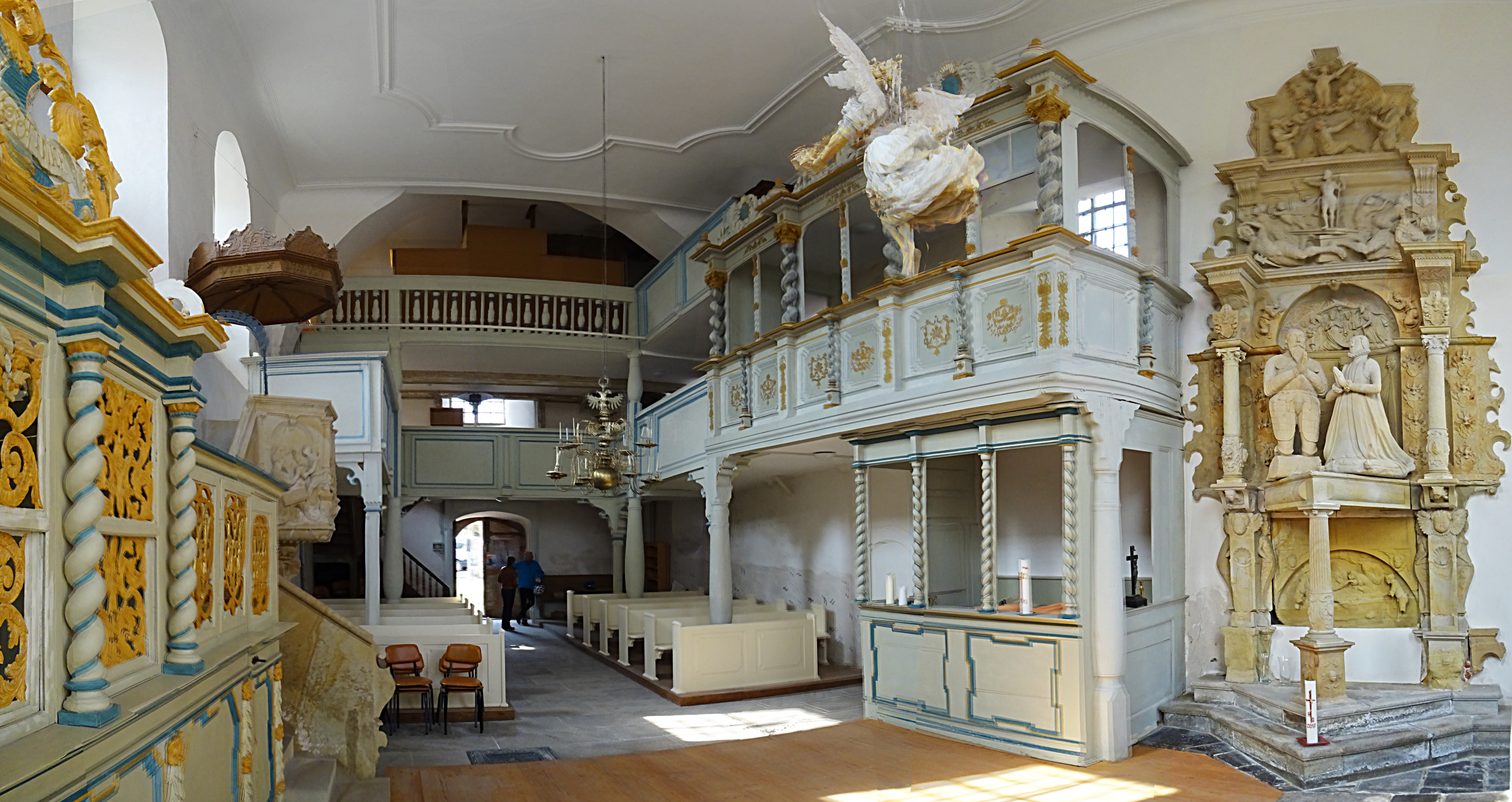
Innenansicht

Das Kirchenschiff ist mit einer flachen stuckierten Holzbalkendecke überspannt. An drei Seiten befinden sich Emporen, die z. T. zweigeschossig sind, ferner eine reich verzierte Patronatsloge. Zur barocken Kirchenausstattung gehören ein Altarretabel mit einem Relief und Statuetten und eine Kanzel auf gebückter Gestalt des Moses aus Sandstein vom Anfang des 17. Jahrhunderts. Die Brüstungen der Kanzel und ihrer Treppe haben Reliefs auf den Feldern. An der Nordseite des Altarraumes steht ein Epitaph von Philipp von Werthern, dem Erbauer des Gotteshauses, und seiner Frau Anna, entstanden um 1580. Ein barocker Taufengel befindet sich auch im Kircheninnern.
Die Orgel mit 17 Registern, verteilt auf zwei Manuale und Pedal, wurde um 1800 von einem unbekannten Orgelbauer gebaut.